# Лейси, Стив (певец)
Стив Томас Лейси-Мойя (англ. Steve Thomas Lacy-Moya), более известный просто как Стив Лейси (англ. Steve Lacy) — американский музыкант, певец, автор песен и продюсер. Впервые получил признание как участник номинированной на премию Грэмми соул группы The Internet в 2015 году. В 2017 году выпустил свой дебютный мини-альбом Steve Lacy’s Demo.

## Биография
Стив Лейси родился в городе Комптон, штат Калифорния, США, 23 мая 1998 года. Его мать, Валери, афроамериканка, а отец был филиппинцем, который по словам самого Лейси, появлялся в его жизни очень редко и только по особым случаям, таким как дни рождения; он умер, когда Лейси было десять лет. Учился вместе со своими сестрами в одной из частных школ Комптона.
Лейси впервые заинтересовался музыкой в возрасте семи лет, играя в видеоигру Guitar Hero, благодаря которой захотел научиться играть на настоящей гитаре. Он познакомился со своим будущим коллегой по группе The Internet Джамилем Брунером, когда играл в джаз-бэнде в средней школе, которую они оба посещали. Лейси начал заниматься продюсированием, записывая музыку и создавая инструменталы на свой iPhone, с помощью программы Garage Band.
В феврале 2017 года был выпущен первый полноценный мини-альбом исполнителя, под названием Steve Lacy's Demo, в жанре поп и R&B, в который вошло 6 композиций. Альбом был принят в основном положительно. Джона Бромвич из Pitchfork говорил про альбом: «Стив Лейси искрится классическим южнокалифорнийским фанком и соулом. Музыка здесь поразительно зрелая, полная размеренности и глубины, как если бы Лейси аккомпанировала целая группа, а не делал все, вплоть до микширования, в одиночку».
Начиная с 2017 года, Стив выпустил два студийных альбома: «Apollo XXI» и «Gemini Rights». «Apollo XXI», вышедший в мае 2019, получил смешанно-положительные отзывы от критиков, которые похвалили Лейси за искренность в песнях, однако также отметили общую атмосферу альбома «немного отягощенным и все ещё ощутимым нежеланием Лейси претендовать на внимание, которого заслуживают его таланты.» Второй альбом артиста, «Gemini Rights», который вышел в июле 2022 года, поспособствовал ещё большей популярности Стива, благодаря синглам «Mercury» и «Bad Habit», и в целом, получил положительные отзывы.
В 2022 году сингл «Bad Habit» стал первой его сольной песней, попавшей в американский чарт синглов Billboard Hot 100.
Он также продюсировал песни для Twenty 88, Дензела Карри, J.Cole, а также Кендрика Ламара, спродюсировав песню «Pride» с альбома Damn, который получил премию Грэмми и Пулитцеровскую премию в области музыки.
Является бисексуалом.

## Дискография
Студийные альбомы
- Apollo XXI (2019)
- Gemini Rights (2022)

Альбомы-компиляции
- The Lo-Fis (2020)

Мини-альбомы
- Steve Lacy's Demo (2017)